# فردریک تامز
فردریک تامز (انگلیسی: Frederick Toms; ۱۵ آوریل ۱۸۸۵ – ۲۶ ژوئن ۱۹۶۵) قایقران روئینگ اهل کانادا بود.